# Paul Dufault
Paul Dufault (geboren als Eusèbe Pantaléon Cyprien Wilbrod Dufault, auch: Du Faut; * 10. Dezember 1872 in Sainte-Hélène-de-Bagot/Québec; † 20. Juni 1930 in Sainte-Hélène-de-Bagot) war ein kanadischer Sänger (lyrischer Tenor).

## Leben
Dufault studierte Gesang in  Montreal, Boston und Worcester, Massachusetts, und bei Hector Dupeyron von der Pariser Oper. Er begann seine professionelle Laufbahn als Sänger 1887 unter dem Namen Paul Dufault und profilierte sich vor allem als Lied- und Oratoriensänger. Mehrere Jahre lebte und wirkte er in New York. Zwischen 1906 und etwa 1920 unternahm er regelmäßige Konzertreisen durch Québec und hatte Auftritte in Australien, China und Japan. 1910 hatte er zwei Auftritte in der Carnegie Hall mit dem New York Philharmonic unter der Leitung von Gustav Mahler. 1921 unternahm er eine Kanadatournee.
Das Repertoire Dufaults umfasste klassische französische Arien sowie französische und englische Lieder von Komponisten wie Théodore Botrel, Charles Gounod und Gustave Goublier, aber auch Lieder von Francesco Paolo Tosti. Zwischen 1911 und 1921 entstanden Aufnahmen mit ihm bei den Labels Columbia Phonograph, Edison Records, Victor und Starr Records.

## Ehrungen
In Kanada wurden zwei Seen – einer in Ontario und einer in Manitoba – nach Dufault benannt; ebenfalls trägt seit 1972 eine Straße in Montreal seinen Namen.